# Natalia Dolgoroukova
La princesse Natalia Borissovna Dolgoroukova (Dolgoroukaïa), en russe : Ната́лия Бори́совна Долгору́кова (Долгору́кая), Nektaria  (Некта́рия) de son nom de religion, née comtesse Cheremetieva (Шереметева) le 17 janvier 1714 (28 janvier dans le calendrier grégorien) et morte à Kiev 3 août 1771 (14 août dans le calendrier grégorien) est l'une des premières écrivaines russes. 
Elle a été reconnue comme étant la mémorialiste russe la plus accomplie du XVIIIe siècle. Elle est la fille du comte Boris Cheremetiev et la grand-mère du prince et poète Ivan Dolgorouki, et a épousé le prince Ivan Dolgoroukov.

## Biographie
Natalia Borisovna est de la famille des Cheremetiev. Son père Boris Cheremetiev meurt lorsqu'elle a 4 ans. Elle perd ensuite sa mère à l'âge de 14 ans. À seize ans, elle entre dans la vie mondaine, et le prince Ivan Alekseïevitch Dolgoroukov, un ami intime du jeune Pierre II de Russie, la demande en mariage. Les fiançailles de Natalia et d'Ivan suivent de trois jours celles de Pierre II et de la sœur d'Ivan, Ekaterina Dolgoroukova.  
Ils tombent en disgrâce à la suite de la mort de Pierre II et du couronnement d'Anne de Russie. Natalia n'abandonne pas son fiancé et insiste pour l'épouser. Ils se marient le 6 avril 1730 (17 avril dans le calendrier grégorien). Elle part ensuite immédiatement en exil, avec l'ensemble de la famille Dolgoroukov, dans la ville de Beriozovo.   
En exil, elle donne naissance à deux fils, Mikhaïl et Dmitri, le plus jeune quelques jours après la seconde arrestation de son mari. Après l'exécution de celui-ci en novembre 1739, elle obtient après 10 ans l'autorisation de revenir à Moscou avec ses deux fils. Elle prend le voile après la fin des études, l'entrée dans le service et le mariage de son fils ainé. Son fils cadet, qui souffre d'une maladie incurable, reste avec elle jusqu'à sa mort en 1769.   
En 1758, elle entre au monastère Florovski à Kiev sous le temps Nektaria, et en mars 1767 elle fait ses vœux de grande skhima. Quelque temps auparavant, en janvier, elle achève pour ses petits enfants ses mémoires, Écrits de ma main... («Своеручные записки…»). Ils sont un témoignage important sur la première moitié du XVIIIe siècle russe, et sur le caractère de l'impératrice. Natalia Dolgoroukova s'y représente elle-même comme une femme pieuse, altruiste, constante dans sa loyauté à son époux.
Ils seront publiés pour la première fois dans la revue de Maksim Nevrorov (ru), l'Ami de la jeunesse («Друг юношества»), en 1810. Ses mémoires font l'objet d'une publication de référence à Saint-Pétersbourg en 1913.

## Postérité
Le poète Kondrati Ryleïev lui a consacré une de ses Pensées («Дум»), la XXe. Un autre grand poète romantique russe, Ivan Kozlov chante les vicissitudes de son destin dans un de ses poèmes.

## Écrits
- (ru) Своеручные записки княгини Натальи Борисовны Долгорукой дочери г. фельдмаршала графа Бориса Петровича Шереметева [« Écrits de la main de la princesse Natalia Borisovna Dolgoroukova, fille du feld-maréchal et comte Boris Petrovitch Chereremtiev »]  (Préparation du texte, postface et notes de I. V. Anisimov), Saint-Pétersbourg, Khudozh,‎ 1992, 144 p. (ISBN 5-280-01345-5 et 9785280013452, OCLC 29252070, lire en ligne)
  - [(ru) Édition de 1912]
  - [(ru) Édition de 1917 (édition de référence)]
- (ru) Письма княгини Натальи Борисовны Долгоруковой [« Lettres de la princesse Natalia Borissovna Dolgoroukova »]  (Archives russes 1867 (Вып.1 Стлб.52-59)).

## Annexes

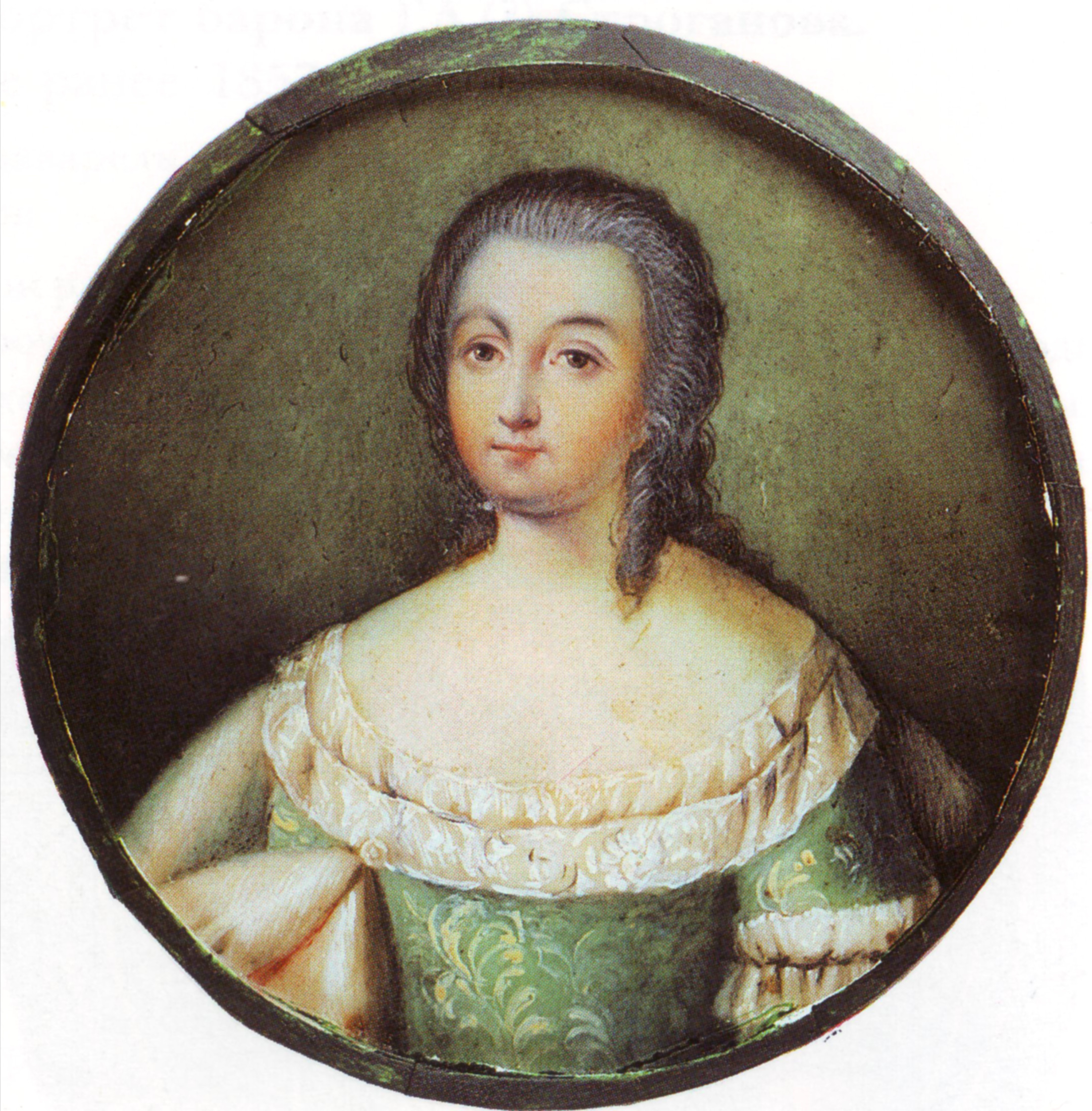
Princess Natalia Dolgorukov